# ندر (آیین)
ندر (عبری:נדר) به معنی تعهدی است که شخص باید عملی که برای انجام آن قسم خورده با اهمیت بالایی در حد هالاخا انجام دهد. ندر می‌تواند انجام عملی درآینده یا خودداری از انجام کاری باشد.

## لغو تعهد
لغو ندر ممکن نیست مگر در دو صورت:

### زنان
زنان متأهل یا زنانی که هنوز در خانه پدرشان زندگی می‌کنند در همان روزی که این قسم را ادا کردند، مردشان می‌تواند آن را لغو کند. بیوه‌ها و زنان مطلقه نیز باید یک بار دیگر تعهد را به جای آورند.

### اعیاد مهم
در روزهای اعیاد مهم مانند یوم‌کیپور افراد از پایبندی به تعهد داده شده آزاد هستند.